# Tephrosia vogelii
 (janvier 2020).
Espèce
Synonymes
- Cracca vogelii (Hook.f.) Kuntze[1]

Tephrosia vogelii est une espèce de plantes à fleurs de la famille des Fabaceae et du genre Tephrosia. Elle est endémique d'Afrique tropicale.
Elle est aussi appelée téphrosie de Vogel ou haricot empoisonneur de poissons. Son utilisation la plus courante est le contrôle biologique des tiques.

## Description
Tephrosia vogelii est une herbe ou un petit arbre originaire d'Afrique tropicale au feuillage dense (également utilisé en Amérique tropicale ainsi qu'en Asie du Sud et du Sud-Est).
Il mesure de 0,5 à 4 m de haut et contient des tiges et des branches à poils courts et longs blancs ou brun rouille.
Des feuilles longues et étroites se ramifient à partir des tiges, ainsi que des formes semblables à des sacs qui contiennent les graines de la plante.

## Utilisations
Tephrosia vogelii est couramment utilisé :
- comme pesticide biologique pour dissuader les ravageurs et les maladies, en particulier les puces et les tiques sur les animaux. L'extrait de feuilles de Tephrosia comme acaricide à faible coût a été utilisé avec de bons résultats dans différentes régions (par les pasteurs Samburu et Massai du Kénya, dans la province du Mashonaland Central au Zimbabwe). Des similitudes ont été trouvées entre l'extrait de Tephrosia et la trempette Triatix, qui est l'acaricide conventionnel le plus courant. Les feuilles de la plante Tephrosia sont broyées et un jus est extrait qui est ensuite utilisé sur l'animal. Le liquide vert de la plante est mélangé avec de l'eau et est ensuite appliqué sur la peau de l'animal avec un morceau de tissu ou une éponge. Un peu de savon peut être ajouté au liquide pour le faire adhérer à la peau. Habituellement, il est laissé sur l'animal pendant une semaine, après quoi les résultats apparaissent. Il n'est efficace que contre les tiques à peau douce et immatures. Il s'agit d'une excellente pratique pour les éleveurs qui n'ont pas accès à la médecine vétérinaire.

- La tephrosie peut également être utilisée comme poison pour les poissons pour les attraper facilement.

- Tephrosia vogelii n'est pas utilisé pour la consommation humaine ou animale car il peut être toxique.

- On l'utilise aussi pour stockage des récoltes. Les cultures sur lesquelles cet extrait a été appliqué montrent une diminution significative de l'activité des insectes et autres ravageurs. Des études ont montré une diminution de 50% des dommages aux grains. Cette diminution correspond à ce que l'on pourrait attendre de la plupart des pesticides chimiques.

- comme plante fixatrice d'azote, elle peut être associée à d'autres plantes et utilisée comme source d'engrais vert pour améliorer la fertilité du sol car ses feuilles contiennent de grandes quantités de nutriments en plus de l'azote. Des études ont montré une augmentation de 30% des éléments nutritifs du sol et, par conséquent, une augmentation de 23 à 26% du rendement des cultures. Les traitements de Tephrosia ont augmenté le carbone organique et l'azote minéral dans le sol. Par conséquent, un système de culture intercalaire bien conçu pourrait augmenter considérablement la production agricole dans les terres arides. Normalement, si différentes cultures sont cultivées ensemble, le rendement est moindre que si elles étaient cultivées seules, mais lorsqu'elles sont cultivées avec Tephrosia, le rendement des cultures augmente. Cela montre que Tephrosia vogelii a un effet synergique avec plusieurs cultures, dont le café et le maïs. L'augmentation des nutriments est un autre moyen pour Tephrosia vogelii d' améliorer le rendement d'autres cultures. La tephrosia peut ne pas bien pousser seule, mais si elle est cultivée avec une autre culture, elle peut pousser jusqu'à 6 fois plus que seule. Sa croissance médiocre est souvent due à la forte acidité du sol, ainsi qu'à une faible teneur en calcium, en sodium et en potassium.

Bien qu'une augmentation du carbone organique soit importante, la fonction principale de Tephrosia vogelii est d'augmenter la teneur en azote dans le sol.
- comme médicament pour les maladies de la peau et les vers internes.

## Distribution
Tephrosia vogelii provient d'Afrique tropicale. Il a été introduit comme plante de couverture en Amérique tropicale ainsi qu'en Asie du Sud et du Sud-Est. En 1908, il a été introduit à Java et est maintenant cultivé et trouvé dans toutes les régions de Malaisie. En Afrique subsaharienne, Tephrosia vogelii est une plante sauvage.

## Culture
On le trouve dans divers habitats et peut s'adapter à de nombreux climats et types de temps différents. 
Tephrosia vogelii présente de nombreux avantages :
- une croissance rapide (seulement trois mois pour mûrir).
- bon comme plante d'ombre et peut être planté entre des rangées d'autres plantes ou autour de la circonférence.

La plantation de Tephrosia devrait être effectuée au début ou au milieu de la saison des pluies. 
La tephrosia est cultivée dans des végétations similaires à la savane, aux prairies, à la lisière des forêts, aux arbustes, aux friches et aux jachères. Puisqu'elle est hautement adaptable, cette plante est une excellente option pour se développer dans la plupart des régions. La tephrosie se reproduit à travers les graines. Sans pesticides ni traitement chimique, le taux de survie des semis est de 60%. La germination est stimulée lorsque la graine est trempée dans de l'eau chaude.
Les plantations nécessitent un désherbage et des soins au début de la période de croissance.  Il tolère la taille, le vent fort et le pâturage mais a besoin d'eau pour se ressemer naturellement. Il a besoin d'environ 850 à 2650 mm de précipitations par an en moyenne.
Tephrosia pousse mieux dans les sols acides et forme des nodules racinaires tout en fixant l'azote atmosphérique. Elle pousse plus lentement dans les sols pauvres et est également plus sujette aux maladies, même si elle réussit généralement assez bien. Il pousse mieux là où la température moyenne se situe entre 12 et 27 degrés Celsius.

## Économie
Bien que cette plante ne soit généralement pas utilisée pour le commerce ou le profit, elle est très économique pour les agriculteurs eux-mêmes. L'abordabilité du Tephrosia le rend très attrayant pour les petits agriculteurs de subsistance qui élèvent du bétail. Les graines de Tephrosia vogelii sont généralement vendues pour environ 0,20 $ le kilo, ce qui est très bon marché par rapport à la plupart des autres semences de cultures proposées sur le marché . Au Kenya en particulier, il est facilement disponible dans les bureaux du Kenya Organic Agricultural Network et KIOF.

## Contraintes à une adoption plus large
Une limitation de cette culture est liée au fait qu'elle soit utilisée comme poison pour les poissons et est toxique pour diverses espèces, les autorités kenyanes ont interdit sa culture à proximité de grandes étendues d'eau. Cela signifie que les personnes qui vivent dans les zones côtières ne peuvent pas cultiver cette culture près de l'endroit où elles vivent en raison de ses dangers pour la vie des animaux marins.